# Meymac

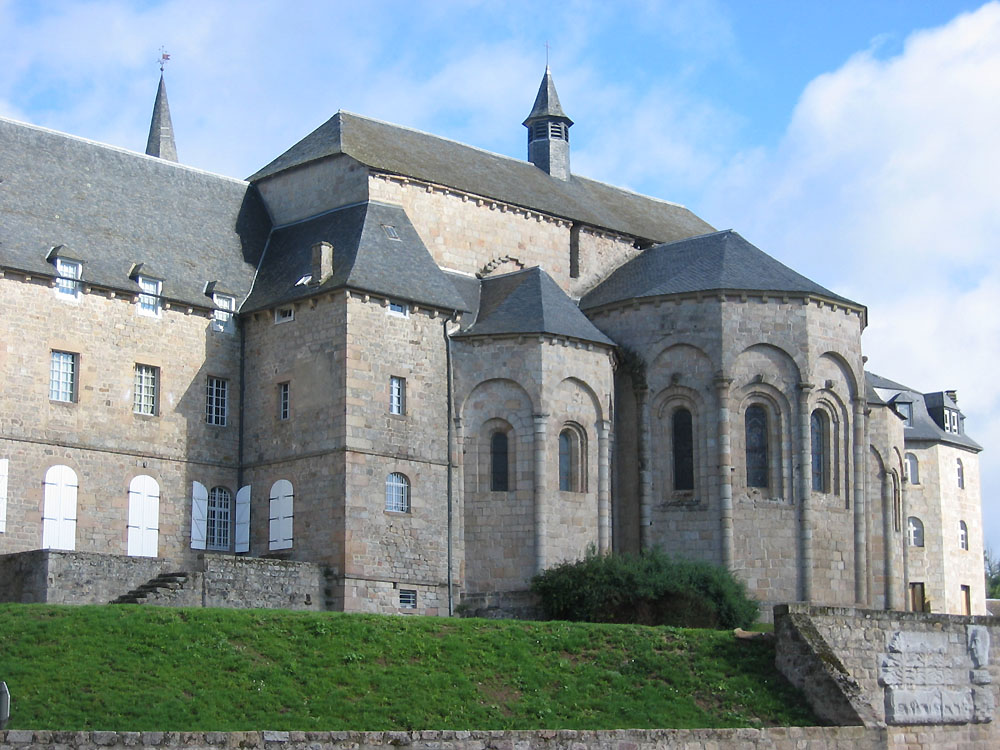
Opactwo w Meymac, 2006

Meymac – miejscowość i gmina we Francji, w regionie Nowa Akwitania, w departamencie Corrèze.
Według danych na rok 1990 gminę zamieszkiwało 2796 osób, a gęstość zaludnienia wynosiła 32 osoby/km² (wśród 747 gmin Limousin Meymac plasuje się na 33. miejscu pod względem liczby ludności, natomiast pod względem powierzchni na miejscu 2.).